# تور دو نورماندي 2019
تور دو نورماندي 2019 (بالفرنسية: Tour de Normandie 2019)‏ هو سباق دراجات هوائية، وهو الموسم رقم 39 من السباق، وأقيم خلال الفترة 25 مارس 2019، وحتى 31 مارس 2019، وامتدّ لمسافة 1130.5 كيلومتر، وهو أحد سباقات طواف أوروبا للدراجات 2019،  وقد شارك في السباق 150 متسابقاً.
فاز فيه بالمركز الأول Ole Forfang ‏، وبالمركز الثاني Arvid de Kleijn ‏، وبالمركز الثالث تروند هاكون تروندسن، والفائز في ترتيب التسلق  Alberto Dainese ‏، والفائز حسب ترتيب النقاط للشباب  Ole Forfang ‏، والفائز حسب ترتيب النقاط كريستيان سكاروني، والفريق الفائز في ترتيب الفرق Joker Fuel of Norway.

## الفرق
| فريق قاري محترف- ريوال ريددينز 2019 ‏ فرق قارية (18)- Groupama–FDJ Continental Team ‏ - Team Waoo ‏ - إلكوف كاسبر ‏ - كووب 2019 ‏ - فريق فورارلبرغ ‏ - تيم دونر أكون ‏ - SEG Racing Academy ‏ - Madison Genesis ‏ - Joker Fuel of Norway ‏ - ميتك-تي كي إتش مانتيل 2019 ‏ - كولوكويك 2019 ‏ - أونو-إكس موبيليتي ‏ - Bingoal WB Devo Team ‏ - Leopard TOGT Pro Cycling ‏ - Hincapie–Leomo p/b BMC ‏ - سوبرانو هام ايزوريكس 2019 ‏ - IAM–Excelsior ‏ - Team Lotto–Kern Haus ‏ فرق أندية الدراجات (6)- CC Nogent-sur-Oise ‏ - VC Rouen 76 ‏ - Vendée U ‏ - VC Pays de Loudéac ‏ - CIC U Nantes Atlantique ‏ - Lotto–Dstny Development Team ‏ |  |
| |  |

## المراحل
| قائمة المراحل | قائمة المراحل | قائمة المراحل                       | قائمة المراحل | قائمة المراحل | قائمة المراحل       | قائمة المراحل    |
| المرحلة       | التاريخ       | الدورة                              |               | المسافة (كم)  | الفائز بالمرحلة     | القائد العام     |
| ------------- | ------------- | ----------------------------------- | ------------- | ------------- | ------------------- | ---------------- |
| 1             | 25 مارس       | Courseulles-sur-Mer ‏ – Le Neubourg ‏ | مرحلة مستوية  | 159           | نيكولاي بروشنر      | نيكولاي بروشنر   |
| 5             | 29 مارس       | ألونسون – Bagnoles-de-l'Orne ‏       | مرحلة مستوية  | 172           | Barnabás Peák ‏      | Ole Forfang ‏     |
| 6             | 30 مارس       | Gouville-sur-Mer ‏ – Martinvast ‏     | مرحلة مستوية  | 159٫5         | تروند هاكون تروندسن | Ole Forfang ‏     |
| 4             | 28 مارس       | Tilly-sur-Seulles ‏ – أرجينتان       | مرحلة جبلية   | 173           | Ole Forfang ‏        | Ole Forfang ‏     |
| 2             | 26 مارس       | Darnétal ‏ – Forges-les-Eaux ‏        | مرحلة مستوية  | 169٫5         | Alberto Dainese ‏    | Alberto Dainese ‏ |
| 3             | 27 مارس       | بورغ أتشارد – Elbeuf ‏               | مرحلة مستوية  | 147٫5         | Arvid de Kleijn ‏    | نيكولاي بروشنر   |
| 7             | 31 مارس       | سان لو – كاين                       | مرحلة مستوية  | 150           | Johan Langballe ‏    | Ole Forfang ‏     |

## النتيجة

### مرحلة 1
هي مرحلة مسطحة، أجريت في 25 مارس 2019 فاز بالمرحلة نيكولاي بروشنر، ومتصدر الترتيب العام في نهاية المرحلة نيكولاي بروشنر.
| التصنيف العام | التصنيف العام    | التصنيف العام | التصنيف العام      | التصنيف العام     |  |
| الدراج        | الدراج           | البلد         | الفريق             | الوقت             |  |
| ------------- | ---------------- | ------------- | ------------------ | ----------------- |  |
| 1.            | نيكولاي بروشنر   | الدنمارك      | Riwal Readynez     | 3 س 49 دقيقة 37 ث |  |
| 2.            | Alberto Dainese ‏ | إيطاليا       | SEG Racing Academy | + 4 ث             |  |
| 3.            | Jelle Mannaerts ‏ | بلجيكا        | Tarteletto-Isorex  | + 6 ث             |  |

### مرحلة 2
هي مرحلة مسطحة، أجريت في 26 مارس 2019 فاز بالمرحلة Alberto Dainese ‏، ومتصدر الترتيب العام في نهاية المرحلة Alberto Dainese ‏.
| التصنيف العام | التصنيف العام    | التصنيف العام | التصنيف العام      | التصنيف العام     |  |
| الدراج        | الدراج           | البلد         | الفريق             | الوقت             |  |
| ------------- | ---------------- | ------------- | ------------------ | ----------------- |  |
| 1.            | Alberto Dainese ‏ | إيطاليا       | SEG Racing Academy | 7 س 52 دقيقة 35 ث |  |
| 2.            | نيكولاي بروشنر   | الدنمارك      | Riwal Readynez     | + 6 ث             |  |
| 3.            | Stef Krul ‏       | هولندا        | Metec-TKH-Mantel   | + 10 ث            |  |

### مرحلة 3
هي مرحلة مسطحة، أجريت في 27 مارس 2019 فاز بالمرحلة Arvid de Kleijn ‏، ومتصدر الترتيب العام في نهاية المرحلة نيكولاي بروشنر.
| التصنيف العام | التصنيف العام    | التصنيف العام | التصنيف العام    | التصنيف العام      |  |
| الدراج        | الدراج           | البلد         | الفريق           | الوقت              |  |
| ------------- | ---------------- | ------------- | ---------------- | ------------------ |  |
| 1.            | نيكولاي بروشنر   | الدنمارك      | Riwal Readynez   | 11 س 00 دقيقة 10 ث |  |
| 2.            | Arvid de Kleijn ‏ | هولندا        | Metec-TKH-Mantel | + 3 ث              |  |
| 3.            | Stef Krul ‏       | هولندا        | Metec-TKH-Mantel | + 10 ث             |  |

### مرحلة 4
هي مرحلة جبلية، أجريت في 28 مارس 2019 فاز بالمرحلة Ole Forfang ‏، ومتصدر الترتيب العام في نهاية المرحلة Ole Forfang ‏.
| التصنيف العام | التصنيف العام    | التصنيف العام | التصنيف العام               | التصنيف العام      |  |
| الدراج        | الدراج           | البلد         | الفريق                      | الوقت              |  |
| ------------- | ---------------- | ------------- | --------------------------- | ------------------ |  |
| 1.            | Ole Forfang ‏     | النرويج       | Joker Fuel of Norway        | 15 س 07 دقيقة 20 ث |  |
| 2.            | Erik Resell ‏     | النرويج       | Uno-X Norwegian Development | + 18 ث             |  |
| 3.            | Arvid de Kleijn ‏ | هولندا        | Metec-TKH-Mantel            | + 31 ث             |  |

### مرحلة 5
هي مرحلة مسطحة، أجريت في 29 مارس 2019 فاز بالمرحلة Barnabás Peák ‏، ومتصدر الترتيب العام في نهاية المرحلة Ole Forfang ‏.
| التصنيف العام | التصنيف العام    | التصنيف العام | التصنيف العام               | التصنيف العام      |  |
| الدراج        | الدراج           | البلد         | الفريق                      | الوقت              |  |
| ------------- | ---------------- | ------------- | --------------------------- | ------------------ |  |
| 1.            | Ole Forfang ‏     | النرويج       | Joker Fuel of Norway        | 19 س 01 دقيقة 52 ث |  |
| 2.            | Erik Resell ‏     | النرويج       | Uno-X Norwegian Development | + 18 ث             |  |
| 3.            | Arvid de Kleijn ‏ | هولندا        | Metec-TKH-Mantel            | + 31 ث             |  |

### مرحلة 6
هي مرحلة مسطحة، أجريت في 30 مارس 2019 فاز بالمرحلة تروند هاكون تروندسن، ومتصدر الترتيب العام في نهاية المرحلة Ole Forfang ‏.
| التصنيف العام | التصنيف العام       | التصنيف العام | التصنيف العام        | التصنيف العام      |  |
| الدراج        | الدراج              | البلد         | الفريق               | الوقت              |  |
| ------------- | ------------------- | ------------- | -------------------- | ------------------ |  |
| 1.            | Ole Forfang ‏        | النرويج       | Joker Fuel of Norway | 22 س 52 دقيقة 14 ث |  |
| 2.            | Arvid de Kleijn ‏    | هولندا        | Metec-TKH-Mantel     | + 31 ث             |  |
| 3.            | تروند هاكون تروندسن | النرويج       | Coop                 | + 33 ث             |  |

### مرحلة 7
هي مرحلة مسطحة، أجريت في 31 مارس 2019 فاز بالمرحلة Johan Langballe ‏، ومتصدر الترتيب العام في نهاية المرحلة Ole Forfang ‏.
| التصنيف العام | التصنيف العام | التصنيف العام | التصنيف العام | التصنيف العام |  |
| ------------- | ------------- | ------------- | ------------- | ------------- |  |
| الدراج        | الدراج        | البلد         | الفريق        | الوقت         |  |

## التصنيف العام النهائي
| التصنيف العام         | التصنيف العام       | التصنيف العام | التصنيف العام                       | التصنيف العام      |
| الدراج                | الدراج              | البلد         | الفريق                              | الوقت              |
| --------------------- | ------------------- | ------------- | ----------------------------------- | ------------------ |
| 1.                    | Ole Forfang ‏        | النرويج       | Joker Fuel of Norway                | 26 س 17 دقيقة 32 ث |
| 2.                    | Arvid de Kleijn ‏    | هولندا        | Metec-TKH-Mantel                    | + 31 ث             |
| 3.                    | تروند هاكون تروندسن | النرويج       | Coop                                | + 33 ث             |
| 4.                    | ديلن كوالسكي ‏       | فرنسا         | Natura4Ever-Roubaix Lille Métropole | + 33 ث             |
| 5.                    | Joshua Huppertz ‏    | ألمانيا       | Lotto-Kern-Haus                     | + 38 ث             |
| مصدر: ProCyclingStats |                     |               |                                     |                    |

## وصلات خارجية
- الموقع الرسمي
- لمحة عن سباق تور دو نورماندي 2019 على موقع  ProCyclingStats   (برو  سايكلنج  ستاتس) - إحصاءات  محترفي  الدراجات.
- تور دو نورماندي 2019 على موقع إحصائيات الدراجات الإحترافية (الإنجليزية)